# Duello alla pistola
Duello alla pistola (The Gunfight at Dodge City) è un western del 1959, diretto da Joseph M. Newman.
È basato, in maniera molto romanzata, sulla vita di Bat Masterson, personaggio realmente esistito. Gli interpreti principali sono Joel McCrea, Julie Adams e John McIntire.

## Trama
Bat Masterson raggiunge il fratello Ed nella città di Dodge City dopo aver ucciso, per legittima difesa, un sergente di cavalleria.
Ed, con il sostegno della fidanzata Pauline, si candida per il posto di sceriffo contro il corrotto Jim Regan mentre Bat si mette in società con Lily, una vedova proprietaria del saloon "Lady Gay", nel quale diventa croupier. 

Il successo del saloon attira l'invidia e l'odio di molta gente tanto che Ed viene ucciso da Dave, cugino del sergente ucciso da Bat. Pur di non lasciare la città in balia dei fuorilegge, i notabili si rivolgono a quest'ultimo offrendogli la stella di sceriffo.

## Produzione
Il film, diretto da Joseph M. Newman su una sceneggiatura di Daniel B. Ullman e Martin Goldsmith e un soggetto dello stesso Ullman, fu prodotto da Walter Mirisch tramite la Mirisch Corporation e girato nel Melody Ranch a Newhall, California, da metà maggio all'inizio di giugno 1958. Il titolo di lavorazione fu The Bat Masterson Story.

## Distribuzione
Il film fu distribuito con il titolo The Gunfight at Dodge City negli Stati Uniti nel maggio 1959 al cinema dalla United Artists.
Altre distribuzioni:
- in Germania Ovest il 24 settembre 1959 (Drauf und dran) (Duell in Dodge City)
- in Finlandia il 23 ottobre 1959 (Rautanyrkkinen sheriffi)
- in Belgio il 20 novembre 1959 (De sheriff met rode handen) (Le shérif aux mains rouges)
- in Francia il 2 dicembre 1959 (Le shérif aux mains rouges)
- in Austria nel febbraio del 1960 (Drauf und dran)
- in Danimarca il 24 giugno 1960 (Vestens hurtigste mand)
- in Messico il 27 ottobre 1960 (Sangre en las calles)
- in Turchia nel 1961 (Cengâverler sehri)
- in Brasile (Duelo em Dodge City) (Sangue nas Ruas) (À Véspera da Morte)
- in Spagna (El sheriff de Dodge City)
- in Italia (Duello alla pistola)
- nei Paesi Bassi (Vuurgevecht in Dodge City)
- in Portogallo (Lutar até morrer)

## Critica
Secondo il Morandini il film è un "western di serie"... "di stampo classico come storia e modo di raccontarla".

## Promozione
Le tagline sono:
- THE GUN-DOWN THAT CRACKED THE WEST WIDE OPEN!
- All The Thundering Might Of The Most Famed Gunfight Of Them All!
- "I Like Fillies When They Scream And Fight!"